# 巍山イ族回族自治県
巍山イ族回族自治県（ぎさんイぞくかいぞくじちけん）は中華人民共和国雲南省大理ペー族自治州に位置する自治県。

## 地理
巍山は雲南省中南部に位置している。

## 歴史
1912年に蒙化直隷庁は廃止され、蒙化県と改められた。1954年に県内の巍宝山から巍山県に改称された。1960年に自治県に改編され現在に至っている。
2015年、漏電による火災により巍山古城の拱辰楼は全焼した。

## 行政区画
| 区分 | 数 | 名称                              |
| ---- | -- | --------------------------------- |
| 鎮   | 4  | 南詔 廟街 大倉 永建               |
| 郷   | 6  | 巍宝山 馬鞍山 紫金 牛街 青華 五印 |

## 交通

### 鉄道
- 中国国家鉄路集団
  - 大臨線